# Ammotrechidae
Ammotrechidae vormt een familie binnen de orde der Rolspinnen (Solifugae).

## Kenmerken
Deze slankgebouwde dieren zijn meestal bruin in allerlei tinten. Ze hebben een van voren afgeronde kop. De tarsi van het eerste pootpaar zijn klauwloos. De lichaamslengte varieert van 0,4 tot 2 cm.

## Leefwijze
Deze nachtactieve dieren bevinden zich overdag ondergronds. Kleinere soorten leven in termietenheuvels of tunnels van houtborende insecten. Deze roofzuchtige dieren voeden zich met andere geleedpotigen.

## Voortplanting
Een legsel bestaat meestal uit een klompje van 20 tot 150 eieren. Tijdens hun leven kunnen de vrouwtjes meermaals eieren afzetten.

## Verspreiding en leefgebied
Deze familie komt voor in de warmere delen van Zuid-, Midden- en Noord-Amerika in rottende boomstronken.